# Steinar Holden
Steinar Holden, nascido em1º de março de 1961,  é um economista norueguês e professor do Departamento de Economia da Universidade de Oslo. Seu principal campo de trabalho é a economia do mercado de trabalho e determinação de salários. Ele tem doutorado em economia social pela Universidade de Oslo e escreveu livros didáticos para o ensino médio e universidades.
Holden  presidiu várias investigações (comitês) públicas norueguesas que foram referidos como os "Comitês Holden »:
- NOU 2000:21, Holden-utvalget
- NOU 2003:13, Holden-II-utvalget
- NOU 2008:17, Skift/turnusutvalget
- NOU 2013:13, Holden-III-utvalget
- NOU 2020:2[1], Kompetansebehovsutvalget (og NOU 2019:2[2], NOU 2018:2[3])
- NOU 2021:7[4], NOU 2019:7[5] Sysselsettingsutvalget
- Desde 2020, Holden lideroa o comitê Holden (p/ covid-19) que avalia os efeitos financeiros das medidas existentes e novas contra a pandemia do coronavírus.

Ele chefia o Comitê consultivo para análises de política fiscal para o período 2021-2023.
Em 2020, Holden foi o professor mais citado pelo nome no plenário do Storting (poder legislativo da Noruega).
O jornalista Jon Hustad se referiu a Holden como "campeão norueguês em NOUs" (NOU - Norges offentlige utredninger - Norwegian Official Report) 
Em 2019, holden recebeu o Prêmio da Universidade de Oslo por boa divulgação de pesquisa.
Foi foi o vencedor do prêmio de escritor de não ficção da NFFO por seu livro introdutório sobre macroeconomia. 
É irmão do matemático Helge Holden.